# Хінкалі
Хінка́лі (груз. ხინკალი) — грузинська страва, подібна до вареників та пельменів, а ще більше — до тюркських мантів чи монгольських буузів, один з різновидів кулінарних виробів з вареного тіста з начинкою з м'ясного фаршу. Головне, що відрізняє від інших страв такого виду, — це тонке тісто та бульйон усередині.
Їсти хінкалі треба руками, щоб не проткнути виделкою тісто і не розлити бульйон.
Хінкалі їдять просто або з чорним меленим перцем. М'ясна начинка при складанні хінкалі не проварена, тому при її варінні сік м'яса затримується всередині вареника. Щоб хінкалі були соковитішими, зазвичай у фарш додають теплу воду або бульйон. Зазвичай хінкалі вживають спочатку, відсмоктуючи сік, щоб вареник не луснув. Верхня частина, де з’єднуються складки, жорстка, і її не можна їсти. У Грузії цю верхівку називають «куді» («хвіст») або «куч'і» («живіт»).
У Грузії широко розповсюджений етикет використовувати одну руку під час споживання цієї страви. Використання посуду, як і виделки, вважається неправильним або дитячим. Це пояснюється тим, що сік є важливою частиною хінкалі; використання виделки розірве хінкалі і витече сік.

## Різновиди
- Калакурі – суміш різних сортів м'яса та кінзи
- Душети – суміш яловичини та свинини
- Кахурі – свинина та трави
- Квеліт – тільки сир